# بطولة العالم لسباق الدراجات على الطريق 1935
بطولة العالم لسباق الدراجات على الطريق 1935 هي الدورة ال15 من بطولة العالم لسباق الدراجات على الطريق، أجريت في فلورف، بلجيكا.

## النتائج النهائية
| المسابقة            | ذهبية              | فضية                       | برونزية                   |
| ------------------- | ------------------ | -------------------------- | ------------------------- |
| الرجال              |                    |                            |                           |
| سباق الطريق المداري | جان آيرتس (بلجيكا) | لوتشيانو مونتيرو (إسبانيا) | Gustave Danneels (بلجيكا) |